# Schlanke Produktion
Schlanke Produktion als Übersetzung von englisch „lean production“ und „lean manufacturing“ bezeichnet ursprünglich die von Womack/Jones/Roos in deren MIT-Studie (1985 bis 1991) bei japanischen Automobilherstellern vorgefundene, systematisierte Produktionsorganisation, welche der in den USA und Europa zu dieser Zeit  vorherrschenden und von ihnen so genannten gepufferten Produktion („Buffered Production“) entgegengesetzt wurde.
Shah/Ward (2007) verstehen unabhängig von dieser auf die damalige Situation bezogenen Definition schlanke Produktion als „integriertes soziotechnisches System, dessen Kernzielsetzung die Beseitigung von Verschwendung ist, indem gleichzeitig lieferantenseitige, kundenseitige und interne Schwankungen reduziert oder minimiert werden“. Christoph Deutschmann sieht im Gegenteil die Funktion der Lean Production in der Abschaffung des Prinzips der „Abschirmung der Fertigungssysteme gegen die Kontingenzen des Marktes“, also in der Möglichkeit schnellerer Reaktionen auf Marktveränderungen, wobei die Aufgabe der Anpassung und Rationalisierung der Fertigung mit Hilfe standardisierter Methoden dezentralisiert und hierarchisch weiter nach unten verlagert wird. Für die Anwendung solcher Lean Production-Methoden hat sich im deutschsprachigen Raum der Begriff „Ganzheitliche Produktionssysteme“ etabliert.
Vertreter des Zukunftsprojekts Industrie 4.0 erklären, dass dieser Ansatz eine schlanke Produktion unterstützt, da die Transparenz vernetzter Systeme den kontinuierlichen Verbesserungsprozess unterstützt. Andere halten dem entgegen, dass Industrie 4.0 als Automatisierungskonzept das Gegenteil einer Verschlankung der Produktion mit sich bringt, weil dem nicht der ökonomische Imperativ zugrunde liegt, nach dem Aufwand und Nutzen in einem wirtschaftlichen Verhältnis zueinander stehen sollen, sondern der technologische Imperativ, nach dem Technik, die zur Verfügung steht, auch eingesetzt werden soll (koste es, was es wolle).

## Teilbereich des Lean Management
Schon Womack/Jones/Roos beschrieben mehr als ein reines Produktionssystem. So wurde der Begriff schon bald von Konzepten wie zum Beispiel schlanke Verwaltung („Lean Administration“) oder schlanke Instandhaltung („Lean Maintenance“) eingerahmt sowie auf Unternehmen, deren Produktion durch Unikat- oder Kleinserienfertigung gekennzeichnet ist, ausgedehnt und schließlich zu schlankes Management („Lean Management“) weiterentwickelt. Darunter versteht man nunmehr eine Unternehmensphilosophie des (bis ins Kleinste gehenden) Weglassens aller überflüssigen Arbeitsgänge in der Produktion und in der Verwaltung durch eine intelligentere Organisation. Sie stützt sich auf innovative Veränderungen der Wertschöpfungskette und der sie begleitenden Akteure (wie Kunden, Lieferanten, Gewerkschaft, Kapitalgeber, Kommune) und auf ein partnerschaftliches Selbstverständnis von führenden und ausführenden Akteuren (Mitarbeiter-Management).

## Gestaltungsprinzipien schlanker Produktionssysteme

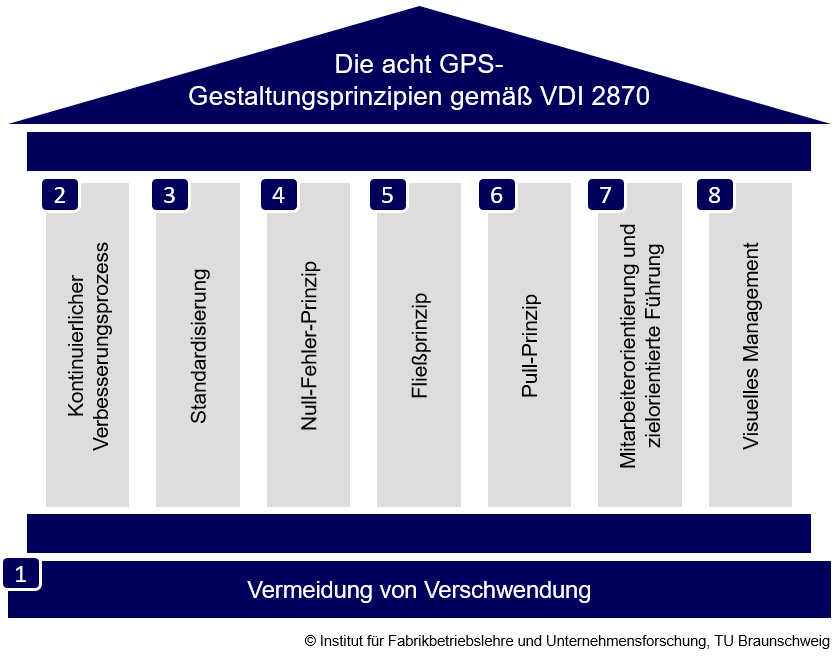
Gestaltungsprinzipien Ganzheitlicher Produktionssysteme

Die Schlanke Produktion wurde in ihrer Anfangszeit häufig mit Rationalisierungsmaßnahmen assoziiert. Diese Fehlinterpretation hatte einen Vertrauensverlust innerhalb der Belegschaft zur Folge. Es wurde schnell deutlich, dass die Methoden schlanker Produktionssysteme nur dann in nachhaltigem Erfolg münden, wenn das Gesamtsystem mit konsequentem Fokus auf den Kundennutzen ausgerichtet ist. Dieses Vorgehen hat letztlich auch dem Toyota-Produktionssystem (TPS) zum Durchbruch verholfen. Für die ganzheitliche Ausrichtung eines Produktionssystems hat sich im deutschsprachigen Raum der Begriff Ganzheitliche Produktionssysteme (GPS) durchgesetzt. Ganzheitliche Produktionssysteme sehen eine unternehmensspezifische Ausrichtung des Produktionssystems unter Anwendung der Methoden der Schlanken Produktion vor. Insgesamt wird zwischen acht Gestaltungsprinzipien Ganzheitlicher Produktionssysteme unterschieden  (Dombrowski, Kap. 2).

### Vermeidung von Verschwendungen
Die Vermeidung von Verschwendungen stellt das fundamentale Ziel Ganzheitlicher Produktionssysteme dar. Dieses Gestaltungsprinzip zielt darauf ab, alle nicht-wertschöpfenden Tätigkeiten innerhalb des Produktionssystems zu eliminieren. Als wertschöpfende Tätigkeiten werden hierbei Aktivitäten bezeichnet, die den Wert des Produktes für den Kunden erhöhen. Nicht-wertschöpfende Tätigkeiten sind demnach als Verschwendung zu betrachten. Dabei ist jedoch zu berücksichtigen, dass es nicht-wertschöpfende Tätigkeiten gibt, welche notwendig für den Produktentstehungsprozess sind, wie z. B. Forschung- und Entwicklungstätigkeiten, die Produktionsplanung oder weitere indirekte Bereiche.
Für einen Überblick der Arten von Verschwendung (Muda) sei auf den nachfolgenden Abschnitt verwiesen.

### Ressourceneffizienz
Die Vermeidung oder Minimierung von Verschwendung durch die schlanke Produktion führt zu effizienteren Prozessen und somit auch zu geringerem Ressourceneinsatz. Der Umgang mit Ressourcen kombiniert Lean Production mit Green Management und unterstützt die nachhaltige Entwicklung eines Unternehmens. Ein besonders schlankes („leanes“) Unternehmen ist zugleich auch ressourceneffizienter und somit Green. Lean & Green Management stellt eine Weiterentwicklung der schlanken Produktion und Lean-Management Ansätze dar und hat das Ziel, neben der Steigerung der Wettbewerbsfähigkeit auch die Umweltbilanzen von Unternehmen kontinuierlich zu verbessern. Prozesse zu optimieren und Verschwendung zu minimieren ist bei Lean & Green Konzepten nicht nur ein Mittel zur Steigerung des Unternehmenserfolgs, sondern verbessert Umwelt- und Sozialwirkung des Unternehmens, was wiederum gesamt-gesellschaftlichen Nutzen mit sich bringt.

### Kontinuierlicher Verbesserungsprozess
Das Ziel eines Ganzheitlichen Produktionssystems besteht in dem Streben nach Perfektion. Dafür bedarf es einem kontinuierlichen Drang zur Verbesserung bestehender Prozesse und Systeme. Eine Voraussetzung hierfür ist die Einbeziehung sämtlicher Mitarbeiter in den Verbesserungsprozess. Das Personal eines Unternehmens sollte alle Methoden, Prozesse und Werkzeuge stets hinterfragen und ggf. verbessern. In diesem Zusammenhang ist die Gestaltung eines unternehmensinternen Ideenmanagements von Nutzen. Mit jeder Verbesserung werden Fehler, Probleme und Verschwendungen aufgedeckt und eliminiert.

### Standardisierung
Die Standardisierung befasst sich mit der Festlegung von Handlungsschritten in Bezug auf sich wiederholende Prozesse, Arbeitsabläufe, Fertigungsschritte sowie Planungs- und Gestaltungsaufgaben. Durch Standardisierung wird das Ziel verfolgt, nicht-wertschöpfende Tätigkeiten zu eliminieren und die Prozessstabilität zu erhöhen.

### Null-Fehler-Prinzip
Das Null-Fehler-Prinzip verfolgt das Ziel, die Weitergabe entstandener Fehler an nachfolgende Arbeitsschritte zu vermeiden und somit die Produkt- und Prozessqualität zu erhöhen. Dieses Gestaltungsprinzip enthält darüber hinaus Methoden zur Vermeidung von Fehlern innerhalb einer Prozesskette und ist eng verbunden mit den Methoden des Total-Quality Managements (TQM).

### Fließprinzip
Das Fließprinzip zielt darauf ab, einen schnellen, durchgängigen und turbulenzarmen Material- und Informationsfluss zu realisieren, um damit eine möglichst geringe Durchlaufzeit über die gesamte Wertschöpfungskette zu erreichen. Dabei sollen Erzeugnisse ohne Zwischenlagerung von einem Prozessschritt zum nächsten transportiert werden, ohne dabei die Flexibilität des Unternehmens einzuschränken. Dies kann z. B. durch eine gute Produktionsplanung und -steuerung erreicht werden.

### Pull-Prinzip
Das Pull-Prinzip sieht vor, einen Kundenauftrag durch den Produktionsprozess zu ziehen. Als Pendant ist das Push-Prinzip zu nennen, bei dem auf Basis prognostizierter Kundenbedarfe, Fertigungsaufträge durch die Wertschöpfungskette geschoben werden. Das Pull-Prinzip orientiert sich somit an konkreten Kundenaufträgen und zielt darauf ab, den Steuerungsaufwand und die Bestände zu minimieren. Dieses Gestaltungsprinzip wird in der Fertigung häufig im Zusammenhang mit Methoden wie Just in Time (JIT), Just in Sequence (JIS), Kanban oder Milkrun angewendet.

### Mitarbeiterorientierung und zielorientierte Führung
Die Mitarbeiterorientierung und zielorientierte Führung in Produktionsunternehmen muss den Ansprüchen ganzheitlicher Produktionssysteme gerecht werden. Die tayloristische Einteilung der Produktionsarbeit in Kopf- und Handarbeit ist nicht mehr zeitgemäß. Im Rahmen Ganzheitlicher Produktionssysteme werden die Mitarbeiter eines Unternehmens vielmehr als entscheidende Ressourcen für innovative Konzepte und kontinuierliche Prozessverbesserungen betrachtet. Die fehler- und verschwendungsfreie Arbeitsweise von Führungskräften und Mitarbeitern muss sichergestellt werden, um das gewünschte Ergebnis zu erhalten. Der Aspekt der Mitarbeiterführung betrifft das tägliche Zusammenspiel von Mitarbeiter und Führungskraft, wobei beide Parteien von einer zielorientierten Führung mit klar definierten Vorgaben und einer durchgängigen Zielstruktur innerhalb des GPS profitieren.

### Visuelles Management
Das wesentliche Ziel des visuellen Managements besteht in der bildlichen Darstellung von Informationen über Prozesse und Arbeitsabläufe. Damit soll eine hohe Transparenz über Ziele, Prozesse und Leistungen innerhalb eines ganzheitlichen Produktionssystems (GPS) geschaffen werden. So ist es Mitarbeitern und Führungskräften in kurzer Zeit möglich, Informationen über produktionsrelevante Kennzahlen zu erhalten. Die Transparenz und die daraus resultierende Einbeziehung der Mitarbeiter soll zu einer stärkeren Identifikation mit dem Arbeitsplatz und der Arbeitsaufgabe führen. Darüber hinaus werden Probleme und Zielabweichungen sofort ersichtlich, so dass entsprechende Maßnahmen unmittelbar ergriffen werden können. Dies trägt zusätzlich zu einer Reduzierung von Verschwendungen bei und unterstützt den kontinuierlichen Verbesserungsprozess.

## Verschwendung
Das Auffinden und die Eliminierung von Verschwendung ist zentraler Bestandteil des Lean-Gedankens. Im japanischen Ansatz hebt sich besonders die Konsequenz in der Durchführung der Verschwendungsminimierung hervor. Verschwendung ist alles, was nicht unmittelbar zur Wertschöpfung beiträgt.
Als Verschwendung werden alle Aufwendungen betrachtet, für die der Kunde nicht bereit wäre zu zahlen.
Daraus ergibt sich von alleine eine Konzentration auf den Wertschöpfungsprozess und eine Klassifikation in Kernprozess (schafft unmittelbaren Kundennutzen), Stützprozess (ist zur Abwicklung der Kernprozesse unerlässlich), Blindprozess (verursacht Aufwand, ohne zum Kundennutzen beizutragen) und Fehlprozess (vernichtet bereits geschaffenen Kundennutzen). Die beiden letzteren sind zu vermeiden, die beiden ersten so gut wie möglich zu organisieren.
Für die Sachleistungsproduktion werden oft acht Formen der Verschwendung identifiziert und klassifiziert:
1. Überproduktion: Alle Produkte, Halbfabrikate und Leistungen, die erstellt werden, ohne dass diese vom Kunden gefordert werden. Die meisten folgenden Verschwendungen werden unter anderem durch Überproduktion verursacht.
2. Bestände: Bestände als Produktionspuffer verdecken Schwachstellen, als Überproduktion binden sie Kapital, Flächen und erzeugen nutzlosen Handhabungsaufwand. Am Ende müssen Bestände nicht selten abgeschrieben werden und täuschen zudem im Rechnungswesen eine erbrachte Leistung vor, die ertragswirksam nicht vorliegt.
3. Transport: Materialtransporte bringen dem Produkt keinen unmittelbaren Kundennutzen. Einlagerungsprozesse sind zumeist als Blindprozesse anzusehen.
4. Wartezeit: Stockende oder stillstehende Prozesse, fehlendes Material, gestörte oder ungeeignete Betriebsmittel etc. binden Ressourcen, welche für diese Zeiten nicht mehr wertschöpfend genutzt werden können.
5. Aufwändige Prozesse: Durch unzureichende Einbeziehung der Produktion in den Entwicklungsprozess, ungeeignete Betriebsmittel und ungeeignete Systeme etc. werden Abläufe in der Regel schwer kontrollierbar. Dies verursacht Fehler, verringert allgemein die Flexibilität, führt zu Fehlprozessen und zu unproduktiven Wartezeiten.
6. Lange Wege: Durch zu lange Wege kann ein flüssiger Produktionsablauf gestört werden.
7. Fehler: Fehlerhafte Produkte bedeuten Aufwand zum Korrigieren (Blindprozesse) oder Leistung, die in Ausschuss verlorengeht (Fehlprozess). Des Weiteren muss der gestörte Prozess wieder neu anlaufen (Blindprozess).
8. Ungenutztes Potenzial: Alles Wissen und Können der Mitarbeiter im Prozess, das nicht genutzt wird, um den Gesamtprozess zu verbessern, gilt als Verschwendung (mancherorts auch als „Luxus besonderer Art“ bezeichnet).

Dabei gilt es, zwischen vermeidbarer und nicht vermeidbarer Verschwendung zu differenzieren. Viele Dokumentationsvorgänge sind zum Beispiel oftmals nicht vermeidbar (was sorgfältig zu prüfen ist), aber unter orthodoxen Gesichtspunkten dennoch „Verschwendung“. Vermeidbare Verschwendungen sind konsequent zu beseitigen.
Das Kaizen mit seinen Techniken 5S, SMED, Jidoka (auch Autonomation genannt), Poka-Yoke, Heikinka (auch Nivellierung genannt), Heijunka (auch Geglättete Produktion genannt) etc. hat sich ähnlich wie das TQM als eigenständiges Konzept aus dem Lean Production System heraus entwickelt.

## Prozessorientierung
Eine Kernbotschaft in der schlanken Produktion ist es, das Material vom Start eines Produktionsprozesses bis zur Fertigstellung eines Produktes ständig weiterzubearbeiten. Dies bedeutet, dass keine Puffermengen (siehe Verschwendungsart „Überproduktion“) zwischen Prozessschritten mehr auftreten. Die unmittelbare Folge davon ist eine sehr viel kürzere Durchlaufzeit mit segensreichen Folgen bezüglich Flexibilität, Liefertreue und Kapitalbindung. Des Weiteren erfolgt eine Steigerung der Flächenproduktivität und weniger Verschwendung durch Materialtransporte, Bestände etc. Der Idealzustand der kontinuierlichen Fließfertigung ist der One-Piece-Flow (dt. Mitarbeitergebundener Arbeitsfluss).